# The I-Land
The I-Land ist eine US-amerikanische Thriller-Miniserie des Streamingdienstes Netflix. Die Serie vereint Motive einer Robinsonade mit Science-Fiction-Elementen.

## Handlung
The I-Land erzählt die Geschichte von zehn Fremden, die ohne jegliche Erinnerung am Strand einer einsamen tropischen Insel erwachen. Die Serie handelt zunächst vom alltäglichen Überlebenskampf und Rivalitäten zwischen den Gestrandeten. Im Verlauf der Handlung stellt sich die Insel als eine virtuelle Realität heraus. Die Gestrandeten sind tatsächlich Insassen in einem Gefängnis und die Insel ist ein Experiment, das feststellen soll, ob die Gefangenen zur Wiedereingliederung in die Gesellschaft bereit sind.
In Rückblenden wird die Hintergrundgeschichte der Gestrandeten erklärt. Gabriela Chase, die es zeitweise schafft, die virtuelle Insel zu verlassen, entpuppt sich am Ende als unschuldig und wird aus dem Gefängnis entlassen.

## Trivia
Der Soziologe der Gefängnisanstalt, Dr. Defoe, heißt genauso wie der Autor von Robinson Crusoe, Daniel Defoe. Dies lässt sich als eine Anspielung auf das Genre der Robinsonade -wie sie The I-Land darstellt- deuten.

## Produktion

### Entwicklung
Am 28. September 2018 wurde bekannt gegeben, dass Netflix einen Großauftrag für eine siebenteilige erste Staffel erteilt hat. Neil LaBute sollte als Regisseur, Autor und Produzent für die Miniserie fungieren, zusammen mit Co-Regisseur Jonathan Scarfe und Storywriter Lucy Teitler. Es wurde erwartet, dass zu den ausführenden Produzenten LaBute, Chad Oakes und Mike Frislev gehören, wobei Lucy Teitler und Jonathan Scarfe als koexekutive Produzenten und Kate Bosworth als Produzentin fungieren. Es wurde erwartet, dass die beauftragte Produktionsfirma, die an der Miniserie beteiligt ist, Nomadic Pictures Entertainment ist. Die beauftragte Produktionsfirma soll für die erste Staffel ein Budget von 14 Millionen Dollar ausgegeben haben, wobei jede Episode 2 Millionen Dollar kostete. Am 20. August 2019 wurde berichtet, dass die Miniserie am 12. September 2019 freigegeben werden soll. Dieser Termin wurde eingehalten.

### Casting
Neben der Ankündigung der Serienbestellung wurde bestätigt, dass Kate Bosworth, Natalie Martinez und Alex Pettyfer in der Miniserie mitspielen würden. Im Oktober 2018 wurde bekannt gegeben, dass Kyle Schmid als Hauptdarsteller eingesetzt wird. Im Dezember des gleichen Jahres wurde berichtet, dass Clara Wong in einer wiederkehrender Rolle in die Besetzung aufgenommen wurde. Im August 2019 übernahm Gilles Geary eine Hauptrolle. Im gleichen Monat wurde bestätigt, dass Michelle Veintimilla, Kota Eberhardt, Sibylla Deen, Ronald Peet und Anthony Lee Medina in der Miniserie mitspielen würden.

## Rezeption
Die Serie wurde von Kritikern und Zuschauern überwiegend negativ aufgenommen. In der Internet Movie Database ist die Serie mit 4,4 von 10 Sternen bewertet. Von den zwölf bei Rotten Tomatoes erfassten Kritiken wurde nur eine einzige als positiv eingestuft. Moviepilot bezeichnet die Serie als „unfassbar schlecht“ und „verdammt dumm“, bei Filmstarts ist die Rede von einem „Netflix-Desaster“.